# Mkfs
mkfs (od ang. make filesystem – utwórz system plików) – polecenie uniksowe tworzące system plików (tj. system organizowania hierarchii katalogów, podkatalogów i plików) na sformatowanej pamięci urządzenia, nośnika lub partycji na dysku twardym (HDD). Autorami są David Engel, Fred N. van Kempen i Ron Sommeling.

## Parametry polecenia mkfs
- -V – tworzy dane wyjściowe, wszystkich plików systemowych konkretnych poleceń, które są wykonywane. Ta opcja jest przydatne tylko do testowania.
- -t – określa typ systemu plików jaki ma zostać zbudowany. Jeśli nie określi się typu, to utworzy się typ domyślny jaki jest używany (obecnie ext3/ext4).
- -c – sprawdza urządzenie pod kątem zepsutych sektorów przed utworzeniem systemu plików
- -l <nazwa pliku> – pozwala odczytać listę błędnych sektorów z pliku